# Дорчестер (округ, Южная Каролина)
Округ Дорчестер (англ. Dorchester County) располагается в штате Южная Каролина, США. Официально образован в 1897 году. По состоянию на 2010 год, численность населения составляла 136 555 человек.

## География
В соответствии с данными указанными на сайте центрального статистического органа страны — Бюро переписи населения США, общая площадь округа Дорчестер равняется 1494,431 км2, из которых 1489,251 км2 занимает суша и 5,180 км2 или 0,340% приходится на водную поверхность.

## Население
По данным переписи населения 2000 года в округе проживает 96 413 жителей в составе 34 709 домашних хозяйств и 26 309 семей. Плотность населения составляет 65,00 человек на км2. На территории округа насчитывается 37 237 жилых строений, при плотности застройки около 25,00-ти строений на км2. Расовый состав населения: белые — 71,05 %, афроамериканцы — 25,08 %, коренные американцы (индейцы) — 0,73 %, азиаты — 1,13 %, гавайцы — 0,07 %, представители других рас — 0,59 %, представители двух или более рас — 1,36 %. Испаноязычные составляли 1,79 % населения независимо от расы.
В составе 40,00 % из общего числа домашних хозяйств проживают дети в возрасте до 18 лет, 57,20 % домашних хозяйств представляют собой супружеские пары проживающие вместе, 14,60 % домашних хозяйств представляют собой одиноких женщин без супруга, 24,20 % домашних хозяйств не имеют отношения к семьям, 20,20 % домашних хозяйств состоят из одного человека, 6,50 % домашних хозяйств состоят из престарелых (65 лет и старше), проживающих в одиночестве. Средний размер домашнего хозяйства составляет 2,72 человека, и средний размер семьи 3,13 человека.
Возрастной состав округа: 28,90 % моложе 18 лет, 7,70 % от 18 до 24, 31,60 % от 25 до 44, 22,60 % от 45 до 64 и 22,60 % от 65 и старше. Средний возраст жителя округа 35 лет. На каждые 100 женщин приходится 95,80 мужчин. На каждые 100 женщин старше 18 лет приходится 91,70 мужчин.
Средний доход на домохозяйство в округе составлял 43 316 USD, на семью — 50 177 USD. Среднестатистический заработок мужчины был 35 423 USD против 24 405 USD для женщины. Доход на душу населения составлял 18 840 USD. Около 7,10 % семей и 9,70 % общего населения находились ниже черты бедности, в том числе — 11,40 % молодежи (тех, кому ещё не исполнилось 18 лет) и 13,30 % тех, кому было уже больше 65 лет.